# Emil Meischeider
Otto Emil Julius Meischneider (* 17. November 1828 in Haynau; † 29. August 1906) war ein deutscher Reichsgerichtsrat.

## Leben
1850 wurde er auf den preußischen Landesherrn vereidigt und wurde im Juni als Auscultator dem Stadtgericht Berlin zur Beschäftigung überwiesen und im September dem Appellationsgericht Breslau überwiesen. 1857 wurde er Kreisrichter. 1860 war er das in Freistadt in Schlesien und 1864 in Glogau. 1865 wurde er Stadtrichter. Im nächsten Jahr wurde er Stadtgerichtsrat. 1868 wurde er Appellationsgerichtsrat am Appellationsgericht Greifswald. 1870 wurde er nach Celle versetzt. 1879 wurde er an das Oberlandesgericht als Rat übernommen. 1880 kam er als Hilfsrichter in den I. Hilfssenat des Reichsgerichts. 1882 wurde er Reichsgerichtsrat. Er gehörte dem IV. Zivilsenat des Reichsgerichts an. 1895 wurde er Dr. iur. h. c. der juristischen Fakultät der Universität Leipzig. Neujahr 1897 trat er in den Ruhestand.

## Werke
- Die preußische Gesetzgebung über das Anfechtungsrecht der Gläubiger nach den Gesichtspunkten des römischen Rechts dargestellt, Berlin 1864, (MPIER-Digitalisat).
- Besitz und Besitzschutz – Studien über alte Probleme, Berlin 1876, .
- Die letztwilligen Verfügungen nach dem Bürgerlichen Gesetzbuche für das Deutsche Reich, Leipzig 1900, (MPIER-Digitalisat). Rezensiert durch Hopf  und Randa .
- Die Zulässigkeit der Anfechtungsklage gegen die durch den Gemeinschuldner bewirkte Zahlung einer gesetzlich begründeten, fälligen Forderung, Beiträge zur Erläuterung des preußischen Rechts durch Theorie und Praxis, Jahrgang 4 (1860), S. 347.
- Zur Lehre vom internationalen Privatrechte, Beiträge zur Erläuterung des deutschen Rechts, Jahrgang 21 = 3. Folge Jahrgang 1 (1877), S. 117.

## Quelle
- Adolf Lobe: Fünfzig Jahre Reichsgericht am 1. Oktober 1929. Berlin 1929, S. 356.

| Personendaten    | Personendaten                  |
| ---------------- | ------------------------------ |
| NAME             | Meischeider, Emil              |
| ALTERNATIVNAMEN  | Meischneider, Otto Emil Julius |
| KURZBESCHREIBUNG | deutscher Reichsgerichtsrat    |
| GEBURTSDATUM     | 17. November 1828              |
| GEBURTSORT       | Haynau                         |
| STERBEDATUM      | 29. August 1906                |